# Берридж, Элизабет
Эли́забет Бе́рридж (англ. Elizabeth Berridge; 2 мая 1962, Нью-Рошелл, Нью-Йорк, США) — американская актриса и певица.

## Биография
Элизабет Берридж родилась 2 мая 1962 года в Нью-Рошелле (штат Нью-Йорк, США) в семье юриста Джорджа Берриджа и социального работника Мэри Л. Берридж (в девичестве Робинсон).
Элизабет окончила «Chatsworth Elementary School» и «Mamaroneck High School».

## Карьера
Элизабет дебютировала в кино в 1979 году, сыграв роль Шейлы Стюорд в фильме «Естественные враги». Спустя два года снялась в главной роли в фильме-слэшере «Смертельная забава». Всего Берридж в 26-ти фильмах и телесериалах.
Также Элизабет является певицей.

## Личная жизнь
С марта 2001 года Берридж замужем за актёром Кевином Корриганом. У супругов есть дочь — Сэйди Роуз Корриган.

## Избранная фильмография
| Год  |   | Русское название          | Оригинальное название | Роль               |
| ---- | - | ------------------------- | --------------------- | ------------------ |
| 1979 | ф | Естественные враги        | Natural Enemies       | Шейла Стюорд       |
| 1981 | с | Направляющий свет         | Guiding Light         | Морган Ричардс     |
| 1981 | ф | Смертельная забава        | The Funhouse          | Эми Харпер         |
| 1984 | ф | Амадей                    | Amadeus               | Констанц Моцарт    |
| 1987 | ф | Пять углов                | Five Corners          | Мелани             |
| 1989 | с | Полиция Майами            | Miami Vice            | Джулия Сайанти     |
| 1993 | ф | Когда вечер заканчивается | When the Party's Over | Фрэнки             |
| 1998 | с | Прикосновение ангела      | Touched by an Angel   | Холли              |
| 1999 | ф | Расплата                  | Payback               | проститутка в баре |
| 2004 | ф | Идальго                   | Hidalgo               | Энн Окли           |